# Seripha coelilcolor
Seripha coelilcolor är en fjärilsart som beskrevs av Walker 1854. Seripha coelilcolor ingår i släktet Seripha och familjen björnspinnare. Inga underarter finns listade i Catalogue of Life.